# Shall We Dance?
『Shall We Dance?』（シャル ウィ ダンス?）は、2004年のアメリカのロマンティックコメディドラマ映画。ピーター・チェルソムが監督を務め、リチャード・ギア、ジェニファー・ロペス、スーザン・サランドンらが出演する。1996年に公開された日本映画『Shall we ダンス?』のリメイク。

## あらすじ
シカゴで相続専門の弁護士ジョン・クラークは、仕事・家庭にも恵まれ、生活に何の不満もないはずであった。しかし、彼はそんな日々の生活に何か足りないものを感じていた。ある日、帰宅の電車（シカゴ・L）から見える寂れた社交ダンス教室の窓に、物憂げに佇むひとりの女性ポリーナを見つける。その美しい姿に目を奪われた彼は衝動的に電車を降り、そのダンス教室を訪れ、家族にも会社にも内緒で社交ダンスを習い始めることとなった。
期待に反して教師はポリーナでなく年老いたミス・ミッツィーで、ジョンのダンス自体も最初は無様なものであった。しかし、練習が進むにつれ社交ダンスに魅力を感じ始める。たまたまポリーナと話す機会を得た際に、「ダンスを私を誘う手段に使わないでほしい」と厳しく言われ、自己嫌悪に陥りダンスをやめようとしたが、もはや彼にとってダンスは純粋に打ち込むべきものとなっていた。一方、ジョンの妻ビヴァリーは、浮気を疑い探偵を雇う。
ジョンは周囲の勧めで「シカゴ最大のダンスコンテスト」に出場することとなり、猛練習を始める。その姿に、ポリーナは失われていたダンスへの情熱を取り戻し熱心に指導する。ダンスコンテストの当日、彼は練習の成果を見せ、軽やかなステップを観衆に披露するのであるが…。

## オリジナルとの違い
プロットは日本版オリジナルにかなり忠実ではあるが、テーマの置き方や伏線の使い方が微妙に異なる。オリジナルには登場しない息子が設定されていたり、浮気を勘ぐるビヴァリー（オリジナル版とは違いキャリアウーマンである）が、仕事の同僚にそのことについて相談するシーンがあったり、ジョンがポリーナの送別会へ行くためにはパートナーが必要だということで、妻と共に参加するなど日本版にはない部分も若干ながら追加されている。
リメイク版のオリジナル版から殆ど逸脱しない作りに、公開後「周防監督が制作に口出しをした」「オリジナルにはないシーンにダメ出しを繰り返した」という情報が広まったが、周防はリメイク版には一切口を出していないと否定した。ハリウッドには自由に作って欲しいと希望したが、周防が訪れた際、現場ではオリジナル版を流しながら撮影をしていたという。

## キャスト
| 役名                               | 俳優                     | 日本語吹替 | 日本語吹替   | オリジナル版で相当する役 |
| 役名                               | 俳優                     | ソフト版   | 日本テレビ版 | オリジナル版で相当する役 |
| ---------------------------------- | ------------------------ | ---------- | ------------ | ------------------------ |
| ジョン・クラーク                   | リチャード・ギア         | 津嘉山正種 | 木下浩之     | 杉山正平（役所広司）     |
| ポリーナ                           | ジェニファー・ロペス     | 田中敦子   | 岡寛恵       | 岸川舞（草刈民代）       |
| ビヴァリー・クラーク               | スーザン・サランドン     | 弥永和子   | 藤田淑子     | 杉山昌子（原日出子）     |
| ボビー                             | リサ・アン・ウォルター   | 小宮和枝   | 小宮和枝     | 高橋豊子（渡辺えり子）   |
| リンク・ピーターソン               | スタンリー・トゥッチ     | 岩崎ひろし | 仲野裕       | 青木富夫（竹中直人）     |
| ミス・ミッツィー                   | アニタ・ジレット         | 翠準子     | 京田尚子     | 田村たま子（草村礼子）   |
| チック                             | ボビー・カナヴェイル     | 檀臣幸     | 高木渉       | 服部藤吉（徳井優）       |
| ヴァーン                           | オマー・ベンソン・ミラー | 斉藤瑞樹   | 桜井敏治     | 田中正浩（田口浩正）     |
| ジェナ・クラーク（ジョンの娘）     | タマラ・ホープ           |            | 弓場沙織     | 杉山千景（仲村綾乃）     |
| エヴァン・クラーク（ジョンの息子） | スターク・サンズ         |            | 清水俊彦     | 該当なし                 |
| ディヴァイン（探偵）               | リチャード・ジェンキンス | 佐々木敏   | 土師孝也     | 三輪徹（柄本明）         |
| スコット（探偵助手）               | ニック・キャノン         |            | 桐本拓哉     | 平山真一（峰野勝成）     |

- ソフト版：初出2005年10月28日発売のDVD

その他声の出演：小林沙苗、置鮎龍太郎、相沢正輝、魏涼子、佐々木亜紀、小野大輔、根津貴行、細野雅世、間宮知子
日本語版制作スタッフ 演出：市来満、翻訳：桜井裕子、調整：兼子芳博、担当：宇出喜美、制作：ニュージャパンフィルム
- 日本テレビ版：初回放送2007年1月12日 21:03-23:09『金曜ロードショー』（本編ノーカット）

その他声の出演：落合弘治、家中宏、戸田亜紀子、名越志保、水落幸子、西崎果音、樋渡宏嗣、水月優希
日本語版制作スタッフ 演出：佐藤敏夫、翻訳：桜井裕子、調整：小出善司、効果：リレーション、録音：スタジオザウルス、担当：川島誠一／榎本隆、制作：グロービジョン
※日本語吹替は上記の他に機内上映版が存在しており、AmazonプライムやU-NEXT等各種配信サービスで視聴可能。

## 日本語吹替版テーマソング
- 久保田利伸 - 「a love story」